# St Boswells
St Boswells ist ein Dorf in der Council Area Scottish Borders im südöstlichen Schottland.

## Geographie
Der Ort liegt etwa 30 km nördlich der Grenze zu England, nahe dem Südufer des Flusses Tweed und ist nach dem heiligen Boisil benannt, einem Abt der nahe gelegenen Melrose Abbey. Auch eine weitere ehemalige Abtei der Borders, Dryburgh Abbey, befindet sich in unmittelbarer Nähe von St Boswells, ebenso wie der Aussichtspunkt Scott’s View. Die A68 von Darlington in England nach Edinburgh verläuft nahe dem Ort. Von 1849 bis 1969 besaß St Boswells einen Bahnhof an der Waverley Line.

## Bevölkerung
Die Bevölkerung beläuft sich laut dem letzten Zensus (2011) auf 1494 Einwohner.

## Persönlichkeiten
- Christopher Harvie, Historiker und Politiker (Scottish National Party), wuchs hier auf.